# Jatibogor
Jatibogor is een bestuurslaag in het regentschap Tegal van de provincie Midden-Java, Indonesië. Jatibogor telt 9254 inwoners (volkstelling 2010).